# Luce (Vorname)
Luce ist ein weiblicher Vorname.

## Herkunft und Bedeutung
Der Name ist die französische und italienische Variante von Lucia. Im Italienischen heißt er wörtlich Licht.
Varianten sind unter anderem Lucie und Lucetta.

## Bekannte Namensträgerinnen
- Luce d’Eramo (1925–2001), italienische Autorin
- Luce Fabbri (1908–2000), Anarchistin und Publizistin
- Luce Irigaray (* 1930), französische feministische Psychoanalytikerin und Kulturtheoretikerin